# Garuga
Garuga es un género de arbustos y árboles perteneciente a la familia Burseraceae (la familia de los inciensos). Se encuentran en Asia y América. Comprende 15 especies descritas y de estas, solo 4 aceptadas.

## Descripción
Son pequeños o grandes árboles sin espinas. Corteza gris. Las hojas en espiral, compuestas paripinnadas o imparipinnadas, coriáceas y con los márgenes más o menos dentados. Las flores son hermafroditaas y son axilares de 5 mm y con 5 pétalos, 5 sépalos y 10 estambres. El fruto es una drupa carnosa con 1-5 semillas por fruto.

## Taxonomía
El género fue descrito por William Roxburgh y publicado en Notes from the Royal Botanic Garden, Edinburgh 13(63–64): 162–163. 1921. La especie tipo es: Mezobromelia bicolor L.B. Smith 

## Especies aceptadas
A continuación se brinda un listado de las especies del género Garuga aceptadas hasta octubre de 2013, ordenadas alfabéticamente. Para cada una se indica el nombre binomial seguido del autor, abreviado según las convenciones y usos.
- Garuga floribunda Decne.
- Garuga forrestii W.W.Sm.
- Garuga pierrei Guillaumin
- Garuga pinnata Roxb.